# Ángel Colunge
Ángel Enrique Colunge (o Colounge según otras fuentes) fue un catedrático, abogado y político peruano. Formó parte de la Corte Superior de Justicia de Apurímac.
En 1866, luego del decreto supremo que ordenó el establecimiento en la Universidad Nacional San Antonio Abad de las facultades de derecho, ciencias y letras, se estableció que la cátedra de filosofía de la historia estaría a cargo de Ángel Colunge.
Fue parte, junto con otros personajes cusqueños de fines del siglo XIX como Manuel E. Montesinos, Juan Julio Castillo, Antonio Lorena, Juan A. Falcón, Fernando Pacheco, Eliseo Araujo, Gavino Ugarte Caparó y Ambrosio della Chiesa del grupo de fundadores del Centro Científico del Cusco, organización de cusqueños que tenía la finalidad de ocuparse de los estudios geográficos y científicos en general y, en particular, del departamento del Cusco para suministrar informes que puedan ser útiles a la administración pública y procurar el mayor conocimiento del territorio peruano.
Fue elegido senador por el departamento del Cusco en 1894. Su mandato se vio interrumpido por la Guerra civil de 1894. Fue reelecto como tal en 1904 y en 1906 hasta 1908 durante los gobiernos de Serapio Calderón, José Pardo y Barreda y Augusto B. Leguía.